# سوندري أوكلند
سوندري أوكلند (من مواليد 10 يونيو 2003) هو لاعب كرة قدم نرويجي محترف يلعب كلاعب خط وسط في Viking FK.